# Takahiro Sakurai

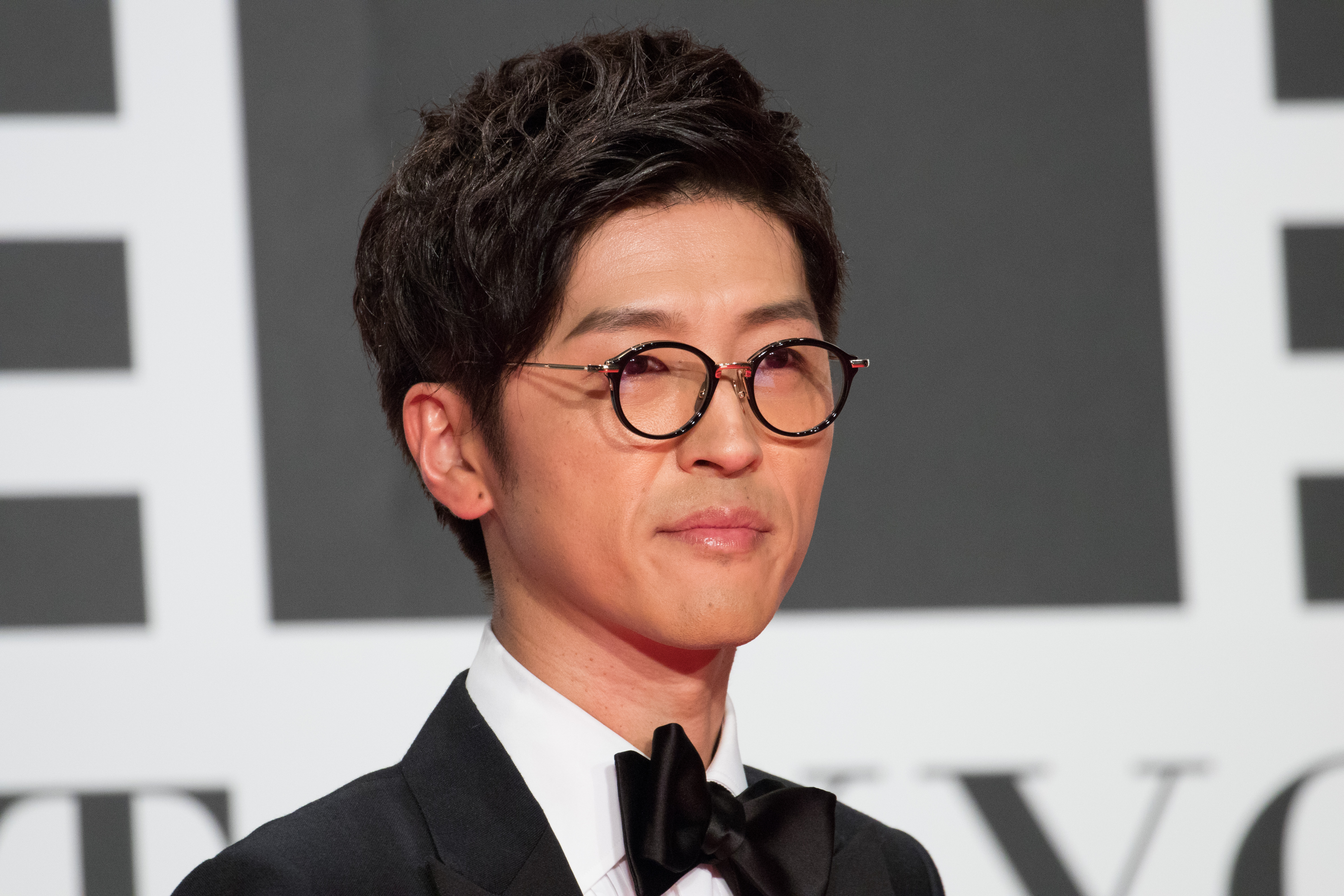
Takahiro Sakurai

Takahiro Sakurai (jap. 櫻井 孝宏, Sakurai Takahiro; * 13. Juni 1974 in Okazaki, Präfektur Aichi) ist ein japanischer Synchronsprecher (Seiyū). Er arbeitet für die Agentur 81 Produce.

## Werdegang
Sein Debüt als Synchronsprecher hatte er 1997 in den Rollen des Leone und des Waldegald in Bakusō Kyōdai Let’s & Go WGP.
Zu seinen Rollen gehört u. a. Cloud Strife, den er in Filmen, Final Fantasy VII: Advent Children, sowie in Spielen, Crisis Core: Final Fantasy VII, spricht. Zu seinen weiteren Rollen zählen Suzaku Kururugi aus Code Geass – Hangyaku no Lelouch, Jiro Mochizuki aus Black Blood Brothers, Yuri Shibuya aus Kyō kara Maō! und Misaki Takahashi aus Junjo Romantica.

## Rollen (Auswahl)
| 1999 - Digimon Adventure (Tentomon) - Kaikan Phrase (Yoshihiko „Santa“ Nagai) 2000 - Gate Keepers (Shun Ukiya) - Shin Getter Robo tai Neo Getter Robo (OVA) (Gō Hitomoji) 2001 - Cyborg 009 (Joe Shimamura/009) - Gene Shaft (Hiroto Amagiwa) - Kasumin (Kasumi Senta) - Zoid Shinseiki Slash Zero (Bit Cloud) 2002 - .hack//Liminality (OVA) (Tomonari Kasumi) - Princess Tutu (Fakir) 2003 - Guardian Hearts (OVA) (Kazuya Watari) - Kaleido Star: Arata naru Tsubasa (Leon Oswald) - Konjiki no Gash Bell!! (Kiyomaro Takamine) - Matantei Loki Ragnarok (Loki) - Saint Beast: Kōin Jojishi Tenshi Tan (Gembu no Shin) - Sakigake!! Cromartie Kōkō (Takashi Kamiyama) 2004 - Gin’yū Mokushiroku: Meine Liebe (Orpherus Fürst von Marmelade nahe Gorz) - Kyō kara Maō! (Yuri Shibuya, Morgif) - Phantom – Phantom the Animation (OVA) (Agatsuma Reiji (Zwei)) - Tactics (Haruka) - Tsukuyomi – Moon Phase (Seiji Midō) 2005 - Bleach (Izuru Kira) - Canvas 2 – Niji Iro no Sketch (Kamikura Hiroki) - Eien no Aseria: „Motome“ no Koe (OVA) (Yūto) - Final Fantasy VII: Advent Children (Film) (Cloud Strife) - Karas (OVA) (Ekō Hōshuin) - Gun × Sword (Ray Langlen) - Last Order – Final Fantasy VII (OVA) (Cloud Strife) 2006 - .hack//Roots, .hack//G.U. Trilogy (Haseo) - Ayakashi (Kusuriuri) - Black Blood Brothers (Jirō Mochizuki) - Chevalier: Le Chevalier D’Eon (Maximilien Robespierre) - Code Geass – Hangyaku no Lelouch (Suzaku Kururugi) - D.Gray-man (Yu Kanda) - Gakuen Heaven: Boy’s Love Hyper (Kazuki Endō) - In a Distant Time – The Movie: Tanz im Mondlicht (Film) (Ō no Suefumi) - Innocent Venus (Jin Tsurusawa) - Zero no Tsukaima (Guiche) 2007 - Jyūshin Enbu – Hero Tales (Ryūkō) - Mononoke (Kusuriuri) - Naruto Shippūden (Sasori) - Tōkyō Marble Chocolate (OVA) (Yūdai) - Vexille: 2077 Nihon Sakoku (Film) (Ryō) - Zombie-Loan (Shito Tachibana) | 2008 - Druaga no Tō – The Aegis of Uruk (Nība) - Junjo Romantica (Misaki Takahashi) - Kirepapa (OVA) (Shunsuke Sakaki) - Saint Seiya – Meiō Hades Meikai Hen Zenshō/Elysion Hen (OVA) (Dragon Shiryū) - Switch (OVA) (Haru Kurabayashi) 2009 - Bakemonogatari (Meme Oshino) - Cross Game (Yūhei Azuma) - Genji Monogatari Sennenki (Hikaru Genji) - Hatsukoi Limited (Hiroyuki Sogabe) - Kūchū Buranko (Tetsuya Taguchi) - Senjō no Valkyria (Faldio Landzaat) 2010 - Kuroshitsuji II (Claude Faustas) - Nurarihyon no Mago (Kubinashi) - Otome Yōkai Zakuro (Kei Agemaki) - Ring ni Kakero 1: Shadow (Jun Shadow) - Saraiya Goyō (Yaichi) - Soredemo Machi wa Mawatteiru (Uki Isohata) - Tatakau Shisho – The Book of Bantorra (Ruruta Coozancoona) - Uragiri wa Boku no Namae o Shitteiru (Luka Crosszeria) 2011 - AnoHana – Die Blume, die wir an jenem Tag sahen (Atsumu „Yukiatsu“ Matsuyuki) 2012 - Nekomonogatari (Meme Oshino) - Psycho-Pass (Shōgo Makishima) - Suki-tte Ii na yo. (Yamato Kurosawa) 2013 - Ace of Diamond (Kazuya Miyuki) - Inu to Hasami wa Tsukaiyō (Kazuhito Harumi) - Magi: The Labyrinth of Magic (Ja'far) 2014 - Knights of Sidonia (Norio Kunato) - Noragami (Rabō) 2015 - Military! (Corporal Gurū) - Osomatsu-san (Osomatsu) - Seraph of the End (Ferid Bathory) - Digimon Adventure tri. 2016 - Mob Psycho 100 (Reigen Arataka) - The Great Passage (Mitsuya Majime) - Twilight – Bis(s) zum Morgengrauen (Edward Cullen (Robert Pattinson)) |